# Metalectra diversata
Metalectra diversata är en fjärilsart som beskrevs av Dyar 1914. Metalectra diversata ingår i släktet Metalectra och familjen nattflyn. Inga underarter finns listade i Catalogue of Life.